# Erotica
Pour les articles homonymes, voir Erotica (homonymie) et Erotica (album).
Singles de Madonna
This Used to Be My Playground
(1992) Deeper and Deeper
(1992)
Pistes de Erotica
Fever
(2)
Erotica (érotisme) est le premier single issu de l'album Erotica, écrit par Madonna, Shep Pettibone et Anthony Shimkin, la chanson a été réalisée en 1992 et simultanément avec la sortie du livre SEX en octobre contenant un exemplaire du single dans sa version intégrale nommée Erotic.

## Informations sur le titre
Premier single de l'album homonyme, Erotica est le premier produit de Maverick Records, la maison de disques fondée par Madonna, Ronnie Dashev et Freddy DeMann (en) qui laissera sa place plus tard à Guy Oseary (en). Par le biais de cette nouvelle filiale, Madonna obtient le contrôle artistique total sur tout ce qui y est produit par l'accord qu'elle a signé avec la Warner, ce qui lui permet également la réalisation d'un livre érotique.

## Enregistrement
La chanson Erotica a été écrite par Madonna et Shep Pettibone, Elle fut une des premières chansons écrite pour l'album. La chanson subiras de nombreux changements durant l'écriture et la production jusqu'au produit final. Divers versions fera son apparition sur Youtube, avec le refrain différent de la version final. La chanson parle de Dita, personnage créé par Madonna et inspiré par l'actrice allemande Dita Parlo pour les besoins de narration du recueil d'images voluptueuses SEX.  Elle commença l'enregistrement de la chanson en août 1991 et elle sera terminée en juillet 1992.
En juillet, alors que la chanson originale est terminée, elle termine le livre SEX et veut enregistrer une autre version de la chanson, nommé Erotic. Elle enregistre cette version pour l'intégrer dans le livre, pour y intégrer le personnage de Dita qu'elle s'est prise pour le livre. Après avoir montré le livre à Shep, il lui propose d'intégrer le personnage de Dita également dans la chanson originale. Shep Pettibone l'explique: ''Après lui avoir fait cette proposition, elle s'est tourné vers le micro et a fait ''My name is Dita, Il'be your mistress Tonight'' et à partir de là, la chanson originale a totalement changé, le refrain et le bridge ont été modifiés à partir de cela et le ton de la chanson est devenu plus sexy''.

## Styles de la chanson
Depuis 2006, des supports audiovisuels comme I'm Going to Tell You a Secret et Confessions Tour: Live From London font état d'un autre auteur; Anthony Shimkin qui a été confirmé par L'American Society of Composers, Authors and Publishers. Néanmoins, la chanson a déjà fait l'objet d'une plainte pour plagiat de la part de la chanteuse libanaise Fairuz (فيروز), où un sample d'une de ses chansons chrétiennes dont la traduction du titre signifierait « Il est crucifié aujourd' hui » a été utilisé sans son approbation, n'ayant toujours eu aucun crédit pour le titre, il semblerait donc que l'affaire se soit résolue d'un commun accord, toujours est-il que ce même sample avait déjà été utilisé pour le remix de Justify My Love / The Beast Within en 1991.
La chanson démarre avec des craquements d'un disque microsillon, le contexte vient du fait que l'analogique est plus sexy et que le numérique est plus froid, Madonna n'est certainement pas la seule à utiliser cet effet mais l'univers dans lequel se situe l'album est semblable à cela, Madonna « rappe » avec une voix dominatrice sur une musique à fortes basses, le refrain est différent, ou sa voix porte plus haut, un mélange de sons, de rythmes et de genre permettent au titre de se classer en haut des classements, notons aussi la présence d'un sample de Jungle Boogie du groupe Funk Kool & The Gang. La chanson est principalement dance et New Jack Swing, mais elle intègre aussi le rap, RnB, le funk et la pop.

## Succès
La chanson obtient un succès commercial. Aux États-Unis, il obtient le plus haut début sur le Billboard Hot 100 à l'époque, débutant en 13e position le 17 octobre 1992. La semaine suivante, il atteint la 3e position de ce palmarès, passant cinq semaines au top 10 et dix-huit semaines au palmarès.

## Formats et éditions limitées
- Il était prévu que le single soit édité en Picture-disc au Royaume-Uni, l'image de celui-ci montrait la chanteuse suçant un gros orteil, la photo issue des clichés du livre érotique était déjà présente sur la face arrière de chaque albums, cependant, en août 1992, la duchesse d'York Sarah Ferguson, faisait la Une des journaux où des photos explicites d'un homme d'affaires américain suçant l'orteil de la Duchesse les seins nus avaient été publiées, à la suite de cette affaire, il a été décidé que l'édition limitée ne pouvait donc être mise en vente afin d'éviter de ridiculiser la famille royale. aujourd'hui, quelques exemplaires « auraient » survécu aux pilons et se vendent plus de 1 500 euros (parmi de nombreuses contrefaçons) et plus encore agrémenté de l'insert original.
- Un coffret numéroté en bois a été réalisé, celui-ci arbore une gravure du visage de la chanteuse, le coffret contient le single et l'album.
- Le titre initialement sorti en septembre, a été produit dans une version intégrale rebaptisée Erotic, cette version était disponible avec le livre SEX sorti le mois suivant simultanément avec l'album Erotica, SEX est accompagné du CD single emballé dans une pochette similaire à celle du livre.
- La Grande-Bretagne sort un maxi 45 tours avec un poster gratuit, celui-ci est une photo de Steven Meisel de 1991.

## Clip vidéo
La vidéo de Erotica est bien l'une des plus scandaleuse de la carrière de la chanteuse, dirigée par le photographe et directeur artistique Fabien Baron, la chaîne américaine MTV l'aura diffusée trois fois seulement à sa sortie, seulement passés minuit, dû à son ton passablement sexuel avant d'être bannie, devenant la seconde œuvre audiovisuelle à avoir été bannie par la chaîne musicale après Justify My Love. La porte parole de MTV déclara dans une interview: ''Les thèmes de la vidéo sont destinés à un public plus adulte. Il n'est pas approprié pour un public général''. Et en France, tout comme celui-ci, Erotica fut interdit de diffusion en journée et est diffusé  lors de soirées dédiées à Madonna avec une signalétique CSA déconseillé aux moins de 10 ans ou 12 ans après 23h30/00h00.
Toutefois, il existe deux versions différentes, la version « standard » qui ne contient aucune nudité a été réalisée aux États-Unis et une version plus explicite fut réalisée pour sa diffusion en Europe et en Australie dont les images montrent Madonna complètement nue sur une plage ou faisant de l'auto-stop en costume d'Ève dans les rues de Miami, ainsi que quelques variations dans le montage de celles-ci.
Les scènes du clip vidéo de Erotica ont été tournées lors de la session photo produite pour le non moins scandaleux SEX Book (un bon nombre des photographies du livres sont d'ailleurs des captures d'écran de ce film), une heure de ce film a été compilée par Madonna et Baron pour un film qui fut projeté lors d'une soirée privée donnée à New York par la chanteuse pour la réalisation du livre érotique. La bande son du film est composée de chansons françaises des années 1920 et 1930 interprétées par Charles Trenet, Mistinguett, Maurice Chevalier, Édith Piaf, and Joséphine Baker. Madonna a également offert ce film à ses plus proches amis, le film est apparu sur internet et des copies du film ont été mises en vente sur des sites d'enchères, par contre le film original connu sous le nom de Sex Book Video est néanmoins très rare et peut se vendre plus de 400 euros, bien plus que ce que vaut le livre de nos jours (entre 100 et 200 euros selon l'état).
Tout comme dans le livre, de nombreuses célébrités font également partie du film dont le top model Naomi Campbell, l'actrice Isabella Rossellini, les rappeurs Big Daddy Kane et Vanilla Ice, la star du porno Joey Stefano, l'acteur Udo Kier, Tatiana von Fürstenberg (en) et Ingrid Casares.
- Directeur : Fabien Baron
- Producteur : Eric Liekefet
- Directeur de la photographie : Michael Bernard
- Montage : John Murray, Tom Muldoon
- Compagnie productrice : Heart Times Coffee Cup Equals Lightning

## Versions
Des remixes ont été faits par William Orbit qui à l'époque n'était pas encore connu du grand public, cependant il travaillera encore avec la chanteuse pour ses albums Ray of Light, Music ainsi que pour le single American Pie en 2000.
1. Album Version 5:12
2. Instrumental 5:12
3. Album/Radio Edit 4:31
4. Kenlou B-Boy Remix* 6:25
5. Kenlou B-Boy Instrumental* 6:25
6. Madonna's In My Jeep Mix* 5:50
7. Jeep Beats* 5:51
8. Underground Club Mix* 4:54
9. Masters At Work Dub* 4:54
10. Bass Hit Dub*
11. House Instrumental*
12. Underground Tribal Beats*
13. William Orbit 12" 6:09
14. William Orbit Dub 4:53
15. Erotic 5:18
16. Erotic Edit 4:25

* Remixé par Masters At Work

## Le Picture-disc
En octobre 1992, WEA produit ce qui deviendra peut-être la rareté la plus désirable de tous les temps pour les collectionneurs, le Picture-disc du single Erotica (W 0138 TP). D'après la Warner, 50 000 copies, qui arborent une photo de Madonna suçant le gros orteil de quelqu'un (pratique sexuelle fétichiste), ont été pressés, pour finalement être renvoyés immédiatement. En effet, des photographies de Sarah Ferguson, la Duchesse d'York, avaient été publiées dans divers journaux dont le Daily Mirror où on pouvait voir « Fergie » suçant le gros orteil de son conseiller financier, John Byron. La société Warner fut avisée qu'elle pourrait alors contribuer au scandale et pour éviter d'autres embarras envers la famille royale la société productrice fit détruire la totalité des supports microsillons limités. Un rapport de presse a été aussi émis, confirmant que 138 exemplaires manquaient, cependant, il semble que cela soit une simple coïncidence car le nombre de copies est également le numéro de série du disque. La Warner rapporte aussi que le disque n'était prévu que pour la promotion du titre et donc non proposé à la vente, pourtant le numéro de catalogue est bien relatif à une mise en vente et on ne trouve ni tampon « PROMO » ni autre indication publicitaire. Il est possible qu'en fin de compte seulement 138 copies aient été produites par la Warner.
Les collectionneurs se sont âprement mis à la recherche du disque édité alors avec un insert (une carte de la taille du disque placée derrière celui-ci pour le mettre en valeur). Toutefois, dès l'été 1993, un nombre non négligeable de contrefaçons très convaincantes ont été réalisées. Celles-ci sont identiques aux authentiques mais avec quelques petites différences.
Ensuite c'est en 1995 qu'une compagnie Italienne produit un autre Picture-disc pirate mais qui est cette fois-ci moins soigné et plus facile à identifier, pressé dans un vinyle transparent sans bord noir et avec une typographie plus petite que l'original (qui semble provenir du Maxi 45 tours), la société est aussi responsable du Picture-disc Mexicain de Secret, si convaincant que des marchands l'ont vendu comme étant une édition officielle, ainsi la situation ne fait que se compliquer et d'ailleurs d'autres disque seront pressés tels que les albums de Ray of Light, Bedtime Stories, et Like a Prayer.
Pour identifier le disque original, il faut avoir acquis la copie avant 1993, la circonférence du disque doit être noire, la typo arrière est plus large que sur le maxi vinyle, l'insert doit être imprimé sur les deux faces et sur du papier épais et brillant, la matrice du disque contient les inscriptions « ORLAKE » ainsi que le numéro de catalogue « W 0138 TP » et finalement le sillon de la face A est de 7,2 cm et la face B est de 8,3 cm.
Le Picture Disc est finalement réédité avec la pochette originale en octobre 2022 chez Rhino / Warner Records, dans le cadre des 30 ans de la sortie de l'album. Il s'agit donc de sa première véritable sortie officielle, l'édition de 1992 étant réputée "jamais sortie".

## Erotica/You Thrill Me
Une démo de la chanson Erotica est apparue bien après la sortie de l'album, la démo originale est un a cappella, il n'y a donc aucune base musicale, le titre prévu pour Erotica est tout de même très différent et les paroles sont ; « ....You are who you are....and I; Wouldn't want to change a thing...in spite of; All the pain that love can bring; Tell me, what can I do? I'm so in love with you. You thrill me, surround me, you fill me, you send me, you put me in a trance, you fill me, inside of me, you take me, you thrill me, you put me in a trance.. », le morceau de 3 minutes 17 s'est vite répandu sur internet.
C'est en 2006, lors du Confessions Tour que Madonna réalise avec l'aide de Stuart Price un remix mashup de la démo et du single, rebaptisé pour l'occasion Erotica/You Thrill Me, Madonna interprète la chanson vêtue d'une tunique élaborée par Jean-Paul Gaultier similaire à celle que portait les membres du Groupe ABBA sur une Chorégraphie moins explicite que sa précédente interprétation lors du Girlie Show.
Des versions ont fait leur apparition sur internet, une version « rehearsal » (« répétition ») où Madonna interprète la chanson en « direct », une version « studio » ou les a cappellas des deux titres sont mixées sur une musique similaire à Erotica mais plus complexe et plus exotique (la version du Confessions Tour) et plus tard une version « originale », car c'est là qu'on l'apprend, la version connue avait été raccourcie pour la tournée, cette version-ci contient un couplet supplémentaire.

## Classements, volumes et certifications
Estimations  : 1 400 000

### Classement
| Pays        | Meilleure position |
| ----------- | ------------------ |
| Allemagne   | 13                 |
| Autriche    | 15                 |
| Australie   | 4                  |
| Canada      | 2                  |
| Espagne     | 4                  |
| Europe      | 1                  |
| France      | 23                 |
| Japon       | 2                  |
| Italie      | 1                  |
| Royaume-Uni | 3                  |
| Suède       | 3                  |
| Suisse      | 8                  |

### Classements Américains
| États-Unis Billboard               | Classement | Volume   | Certification |
| ---------------------------------- | ---------- | -------- | ------------- |
| Hot 100                            | 3          | 500 000+ | Or            |
| Hot 100 Airplay                    | 2          |          |               |
| Hot Dance Music/Maxi-Singles Sales | 1          |          |               |
| Hot Dance Music/Club Play          | 1          |          |               |
| Rhythmic Top 40                    | 5          |          |               |
| Top 40 Mainstream                  | 9          |          |               |